# Maturín (Venezuela)
Pour les articles homonymes, voir Maturin.
Maturín est le chef-lieu de la municipalité de Maturín et capitale de l'État de Monagas au Venezuela. Elle est située à 67 mètres d'altitude au bord de la rivière Guarapiche. Sa population estimée en 2000 était de 283 318 habitants.

## Statut
Autour de Maturín s'articule la subdivision territoriale et statistique de Capitale Maturín. La ville est par ailleurs la capitale des paroisses civiles d'Alto de los Godos, Boquerón, Las Cocuizas, Santa Cruz et San Simón.

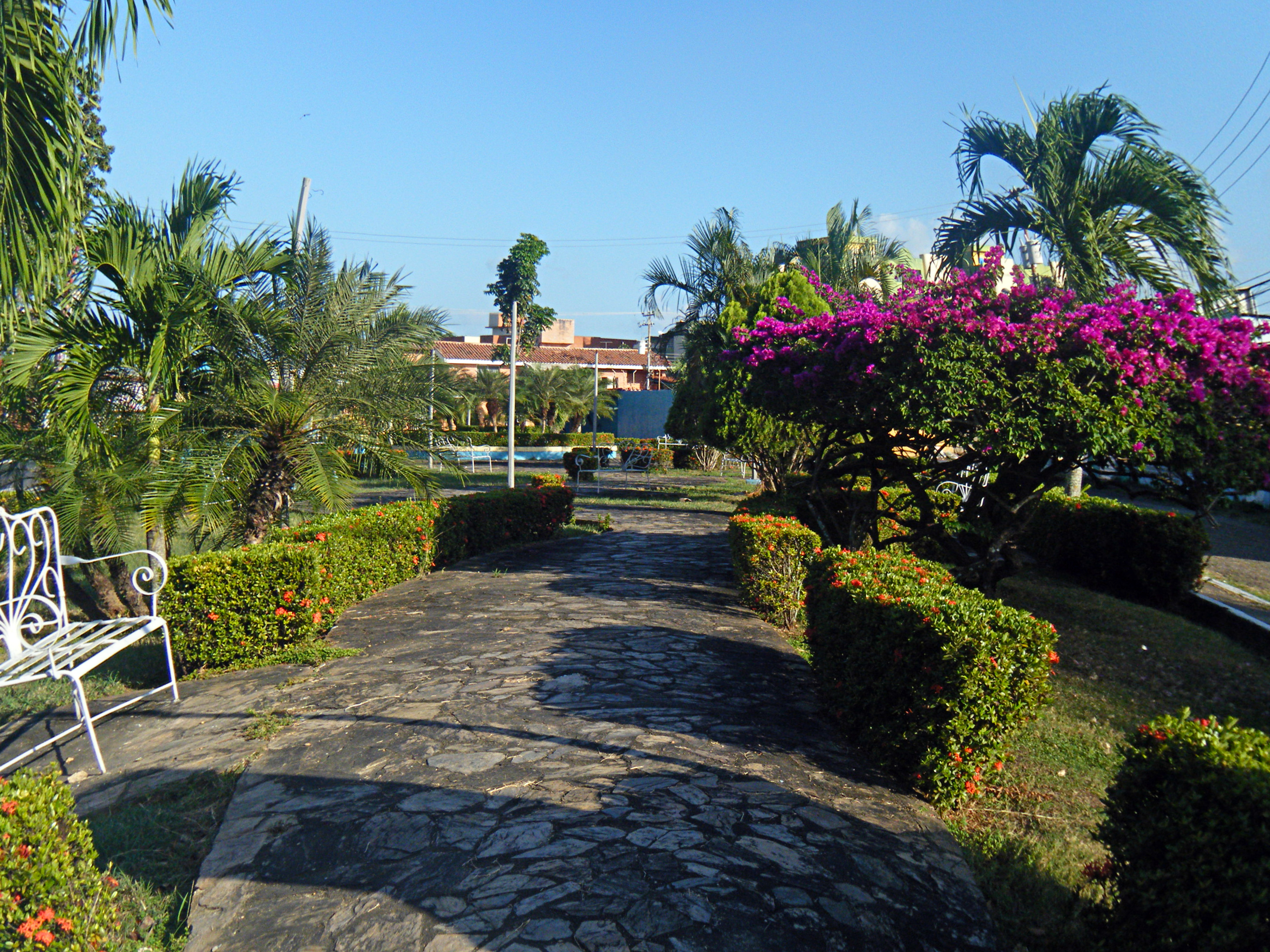
Plaza los escritores, située derrière l'UBV.